# Condición de energía
En teoría de la relatividad y teoría clásica de campos, las condiciones de energía se refiere a un conjunto de restricciones referidas al contenido material de la teoría. En muchos problemas se pretende demostrar una conexión necesaria entre cierta restricción para el tipo de materia presente en el espacio-tiempo y las propiedades geométricas de ciertas entidades asociadas.
En relatividad general, las condiciones de energía se usan frecuentemente como condiciones en el enunciado de diversos teoremas sobre agujeros negros, como el "teorema de ausencia de pelo" o la termodinámica de agujeros negros.

## Motivación
En relatividad general y otras teorías similares, la distribución de masa, momento y energía debida a la materia ordinaria y otros campos de materia diferentes del gravitacional viene dada por el tensor energía-impulso (o "tensor de materia") {\displaystyle T^{ab}}. Sin embargo, la ecuación de campo de Einstein permite una gran variedad de tipos de materia sin demasiadas restricciones. Esto supone tanto una fortaleza como una debilidad, es cierto que una teoría muy general de la gravitación no debe depender mucho de asunciones no relacionadas con los aspectos no-gravitatorios de la física, pero al mismo tiempo sin restringir mucho el tipo de materia, la ecuación de campo de Einstein admite posibles soluciones matemáticas que no parecen físicamente factibles, es decir, son demasiado extrañas como constituir modelos razonables de universo.
Las condiciones de energía suponen una restricción adicional, cuyo interés es conducir a modelos razonables de universo. Básicamente estas condiciones restringen las posibles ecuaciones constitutivas de la materia o de los campos no-gravitatorios a partir de criterios físicos bien-establecidos, con la esperanza de que excluyan muchas de las soluciones poco factibles físicamente. 
En términos matemáticos, la característica más notoria de las condiciones de energía es que restringen los autovalores y autovectores del tensor energía-impulso. Dado que esta condición se imponen para cada evento del espacio-tiempo independientemente, es decir, es una condición matemática sobre el espacio tangente a la variedad Lorentziana que modeliza el espacio tiempo, estas condiciones sólo limitan localmente ciertas características no-físicas, pero no hay manera de que excluyan por completo características globales patológicas, como por ejemplo la existencia de curvas temporales cerradas.

## Algunas cantidades observables
Para entender el significado de varias de las condiciones de energías, es importante estar familiarizado con la interpretación física de algunas cantidades escalares y vectoriales construidas a partir de vectores espaciales o lumínicos y del propio tensor energía-impulso.
En primer lugar, un campo vectorial de tipo temporal {\displaystyle {\vec {X}}} puede interpretarse como una familia de observadores (posiblemente no inerciales). Entonces el campo escalar

{\displaystyle \rho =T_{ab}\,X^{a}\,X^{b}}

puede interpretarse como la densidad de masa-energía total medida por un observador de la familia descrita (en cada evento de su línea de universo). De la misma manera, el campo vectorial con componentes {\displaystyle -{T^{a}}_{b}\,X^{b}} representa (después de ser proyectado) la cantidad de movimiento medida por los observadores de la familia.
En segundo lugar, dado un campo vectorial de tipo lumínico {\displaystyle {\vec {k}}}, el campo escalar

{\displaystyle \nu =T_{ab}\,k^{a}\,k^{b}}

puede ser considerado como un tipo de caso límite de densidad de masa-energía.
En tercer lugar, en el caso de la relatividad general, dado un campo vectorial de tipo temporal arbitrario {\displaystyle {\vec {X}}}, que una vez más puede interpretarse como el movimiento de una familia de observadores, el escalar de Raychaudhuri es el campo escalar obtenido tomando la traza del tensor de marea correspondiente a los observadores del cada evento:

{\displaystyle {E[{\vec {X}}]^{m}}_{m}=R_{ab}\,X^{a}\,X^{b}}

Esta cantidad desempeña un papel crucial en la ecuación de Raychaudhuri. Entonces, a partir de la ecuación de campo de Einstein se obtiene de manera directa que:

{\displaystyle {\frac {1}{8\pi }}\;{E[{\vec {X}}]^{m}}_{m}={\frac {1}{8\pi }}R_{ab}\,X^{a}\,X^{b}=\left(T_{ab}-{\frac {1}{2}}\,T\,g_{ab}\right)\,X^{a}\,X^{b},}

donde {\displaystyle T={T^{m}}_{m}} es la traza del tensor de energía-impulso.

## Formulación matemática
Existen diversas propuestas de condiciones de energía usadas comúnmente con diferentes propósitos entre ellas están:
- La "condición para la energía asociada a vectores lumínicos" (Null energy condition)
- La "condición débil para la energía" (Weak energy condition)
- La "condición dominante para la energía" (Dominant energy condition)
- La "condición fuerte para la energía" (Strong energy condition)

Cada una de las condiciones posee una versión "promediada", en que las propiedades anteriores debe satisfacerse sólo en "promedio" a lo largo de las líneas integrales de ciertos campos vectoriales. Ya que de lo contrario el efecto Casimir conduciría a excepciones.

### Null energy condition
La "condición para la energía asociada a vectores lumínicos" (null energy condition) estipula que para cada vector de tipo lumínico dirigido hacia el futuro {\displaystyle {\vec {k}}} se cumple que: 

{\displaystyle \rho =T_{ab}\,k^{a}\,k^{b}\geq 0.}

En cuanto a la correspondiente versión promediada (averaged null energy condition) afirma que para cada línea integral {\displaystyle C} el campo vectorial lumínico {\displaystyle {\vec {k}}}, debe cumplirse que

{\displaystyle \int _{C}T_{ab}\,k^{a}\,k^{b}\,d\lambda \geq 0.}

### Weak energy condition
La "condición débil para la energía (weak energy condition) estipula que para cada vector temporal {\displaystyle {\vec {X}}}, la densidad de materia observada por los observadores descritos anteriormente debe ser no-negativa:

{\displaystyle \rho =T_{ab}\,X^{a}\,X^{b}\geq 0.}

### Dominant energy condition
La "condición dominante para la energía" (dominant energy condition) estipula que, además de cumplirse la condición débil para la energía para cada campo vectorial de tipo causal dirigido hacia el futuro {\displaystyle {\vec {Y}}}, el campo vectorial {\displaystyle -{T^{a}}_{b}\,Y^{b}} debe ser un vector causal que apunte al futuro. Es decir, la masa-energía no puede ser observada moviéndose a una velocidad superior a la de la luz.

### Strong energy condition
La "condición fuerte para la energía" (strong energy condition) estipula que para cualquier vector de tipo temporal que apunte hacia el futuro {\displaystyle {\vec {X}}}, la traza del tensor de marea medido por los observadores descritos anteriormente es siempre positivo o cero:

{\displaystyle \left(T_{ab}-{\frac {1}{2}}\,T\,g_{ab}\right)\,X^{a}\,X^{b}\geq 0}

Existen configuraciones materiales que pueden violar esta condición, al menos desde un punto de vista matemático. No está claro si estas violaciones también son físicamente posibles en régimen clásico. Por ejemplo, un campo escalar con un potencial positivo puede violar esta condición. Más aún, esta condición se viola en un proceso cosmológico inflacionario.